# Obchodní dům Dunaj

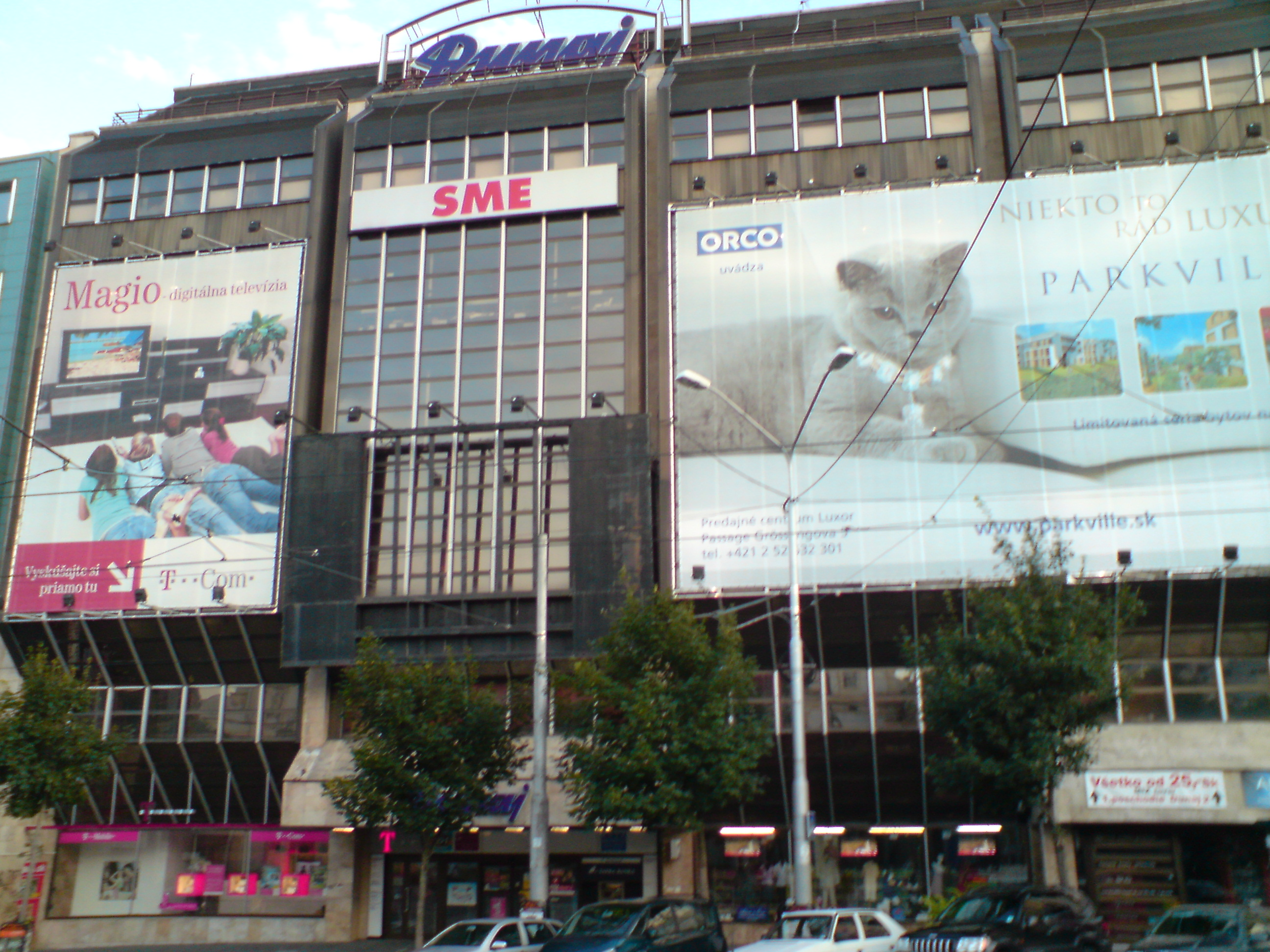
Dům odívaní, přístavba obchodního domu Dunaj otevřená v roce 1985

Obchodní dům Dunaj nebo původním názvem Obchodní dům Brouk a Babka jsou dvě budovy na Náměstí SNP (č.p. 488/30 a 435/31) v Bratislavě. Starší budova navržená Christianem Ludwigem v letech 1935-1936 je národní kulturní památkou. Mladší přistavěná budova, Dům odívaní, pochází z 80. let 20. století.
Pro obchodní podnikatele Brouka a Babku postavil bratislavský architekt Ch. Ludwig na proluce tehdejšího Náměstí republiky v roce 1936 velmi úsporně řešený obchodní dům – dnes Obchodní dům Dunaj v Bratislavě.

## Půdorys, nosný systém, dispozice
Železobetonový skelet s volným půdorysem 26 x 19,5 m byl postaven v kompaktní zástavbě náměstí, které v té době prožívalo stavební konjunkturu. Šest nadzemních a dvě podzemní podlaží tvoří volné velkoplošné prostory prodejen a technické obsluhy, provoz je přehledný a variabilní.

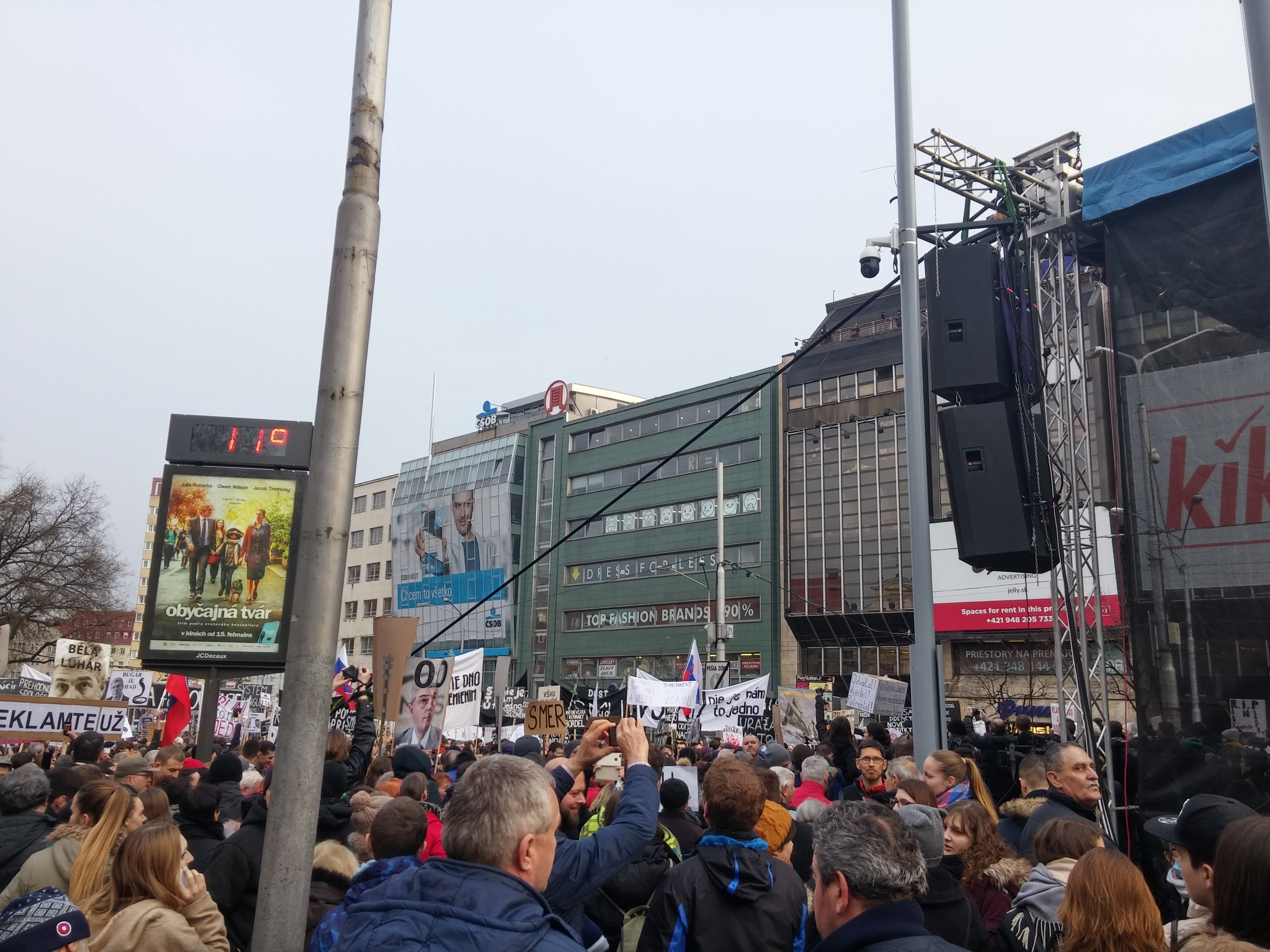
Starší budova obchodního domu B+B vlevo, mladší stavba OD Dunaj vpravo

Dispozice objektu je navržena podle zásad amerických obchodních domů. V levém rohu dispozice je umístěno komunikační jádro objektu – dvouramenné schodiště a dva výtahy. V přízemí jsou před zasunutým hlavním vstupem tři izolované čtyřstranné výklady, které odlehčují parter objektu, jsou to celoskleněné oblé solitéry s kamenným soklem.
V budově je poprvé na Slovensku použito Critallové topení.

## Fasáda
Jednoduchou fasádu člení horizontální pásy oken, které osvětlují prodejny a vertikální okna schodiště, díky čemuž je i z exteriéru snadno čitelná dispozice budovy, přičemž okna jsou z větší části použita otočná o 180 stupňů a zasklená Termoluxem. Fasáda je obložena světle zeleným keramickým obkladem a okna lemují oblé profily z nerezavějící oceli. Průčelí v noci osvětluje po celém obvodu dlouhý liniový neon, který zdůrazňuje asymetričnost fasády.

## Zajímavosti
Objekt byl předán do užívání krátce po zahájení výstavby. Patří k vrcholným dílům funkcionalismu na Slovensku a považuje se i za architektovo vrcholné dílo, jeho forma odpovídala novému slohovému názoru, značné bylo i využití technických prvků a průmyslové výroby.
Koncem devadesátých let byla budova obnovena podle projektu J. Bahna. Navzdory poddimenzovaným komunikacím se stavba i dnes, po modernizaci interiérů využívá k původnímu účelu, i když po výstavbě velkých obchodních domů ve městě ztratil svůj prvotní funkční význam.